# Gresso
Gresso és un municipi del cantó de Ticino (Suïssa), situat al districte de Locarno.